# Тедді Теума
Тедді Теума (фр. Teddy Teuma, нар. 30 вересня 1993, Тулон, Франція) — мальтійський футболіст, опорний півзахисник французького клубу «Реймс» та національної збірної Мальти.

## Ігрова кар'єра

### Клубна
Тедді Теума народився у французькому місті Тулон і свою професійну кар'єру футболіста починав у клубі четвертого дивізіону Франції «Єр», де з 2006 року грав у молодіжній команді.
Влітку 2015 року футболіст підвищився, перейшовши до клубу Третього дивізіону «Булонь», де він провів два роки. Пізніше, у складі столичного клубу «Ред Стар» Теума виграв Національний чемпіонат Франції у 2018 році. І половину наступного сезону футболіст зіграв 13 матчів у турнірі Ліга 2.
А в січні 2019 року Теума перебрався жл сусідньої Бельгії, де приєднався до клубу «Юніон Сент-Жилуаз», з яким у сезоні 2020/21 виграв Другий дивізіон чемпіонату Бельгії і два сезони пограв у вищому бельгійському дивізіоні - Ліга Жупіле. Після чого у 2023 році повернувся до Франції - у клуб «Реймс». У складі якого у серпні 2023 року дебютував у турнірі Ліга 1.

### Збірна
У серпні 2020 року Тедді Теума отримав громадянство Мальти і був викликаний на матчі збірної Мальти на осінні матчі Ліги націй. 3 вересня у виїзному матчі проти команди Фарер Теума дебютував у національній команді Мальти.

## Досягнення
«Юніон Сент-Жилуаз»
- Переможець Другого дивізіону Бельгії: 2020/21

 Срібний призер чемпіонату Бельгії: 2021/22